# Kulsprutegevär m/40
6,5 mm kulsprutegevär m/40, kort 6,5 mm kg m/40, var ett svensk/tyskt luftkylt kulsprutegevär från andra världskriget. Vapnet var mycket impopulärt på grund av dess egenskaper och den kom att kallas "galopperande järnsängen" på grund av sin rekyl. Det tillkom svenska försvaret cirka 1941, men blev snabbt given till hemvärnet.
Kulsprutegevär m/40 var baserat på ett ursprungspatent kallat LH 33, patenterat 1933 av en tysk vid namn Hans Lauf (LH 33 = Lauf, Hans 1933). Detta patent kom att vidareutvecklas till vapnen Maschinengewehr MG 35/36(de) i Nazityskland och 6,5 mm kulsprutegevär m/40 i Sverige, vilka båda var mycket lika varann. Båda vapen var extremt impopulära i tjänst och detta gjorde att både Sverige och Tyskland under tiden för andra världskriget, som var en tid fylld med propaganda och dåraktig stolthet, försökte skylla ifrån sig vapnens tillkomst på varandra genom att modifiera historiska källor. Detta har lett till att det spridits mycket felinformation om vapnens tillkomst sedan andra världskriget.